# Troef
Een troef is iets wat een speciale betekenis of extra waarde heeft. Bij diverse kaartspellen, zoals rikken, klaverjassen en bieden is er een kaartkleur troef, die daarmee een hogere waarde en andere puntentelling heeft dan de overige kleuren. De betekenis kan echter ook symbolisch zijn, dan is de troef iets dat je pas later kenbaar maakt, maar wat je wel een voorsprong op de rest kan geven.

## Uitspraken
- Al je troeven uitspelen - Niets meer achter de hand hebben
- De troef inzetten - Iets gebruiken, waardoor je extra voordeel hebt
- Een troef achter de hand hebben - Nog iets extra in petto hebben, waarmee een voordeel kan behaald worden